# Victor (Colorado)
Victor é uma cidade localizada no estado americano de Colorado, no Condado de Teller.

## Demografia
Segundo o censo americano de 2000, a sua população era de 445 habitantes.
Em 2006, foi estimada uma população de 422, um decréscimo de 23 (-5.2%).

## Geografia
De acordo com o United States Census Bureau tem uma área de
0,7 km², dos quais 0,7 km² cobertos por terra e 0,0 km² cobertos por água.

## Localidades na vizinhança
O diagrama seguinte representa as localidades num raio de 32 km ao redor de Victor.